# Henner Barthel
Henner Barthel (* 23. April 1947 in Halle (Saale)) ist ein deutscher Sprechwissenschaftler. Er hatte von 1994 bis zu seiner Emeritierung 2012 den Lehrstuhl für Sprechwissenschaft an der Universität Koblenz-Landau inne.

## Leben
Barthel studierte von 1967 bis 1971 Sprechwissenschaft, Germanistik und Psychologie an der Martin-Luther-Universität Halle-Wittenberg und schloss als Diplom-Sprechwissenschaftler ab. Im Anschluss daran war er bis 1976 wissenschaftlicher Assistent an der Universität Leipzig. Dann wechselte Barthel an die Humboldt-Universität zu Berlin, wo er bis 1991 als wissenschaftlicher Assistent bzw. Oberassistent arbeitete. 1979 erfolgte seine Promotion.
Von 1980 bis 1981 absolvierte Barthel ein postdoktorales Zertifikatsstudium der Psycholinguistik am Puschkin-Institut in Moskau. 1987 verteidigte er erfolgreich seine Dissertation B (entspricht einer Habilitationsschrift) zum Thema „Psycholinguistische Grundlagen zu einer Theorie der sprachlichen Kommunikationstätigkeit physisch-psychisch Geschädigter“, die er später als „Einführung in die Pathopsycholinguistik“ veröffentlichte. 
An der Humboldt-Universität zu Berlin erhielt er 1992 eine Professur für Angewandte Linguistik und Rhetorik. Als Nachfolger Hellmut Geißners war Barthel von 1994 bis 2012 Professor für Sprechwissenschaft an der Universität Koblenz-Landau am Standort Landau, wo er die Abteilung Sprechwissenschaft leitete.

## Schwerpunkte
Barthels Arbeitsschwerpunkte sind neben der mündlichen Kommunikation und Phonotaktik, die Argumentationstheorie, Kommunikationsstörungen, Ethnorhetorik sowie die Deklamationskunst.

## Mitgliedschaften
- Deutsche Gesellschaft für Sprechwissenschaft und Sprecherziehung e. V. (DGSS)
- Gesellschaft für angewandte Linguistik (GAL)
- International Society for the Study of Argumentation (ISSA)

## Veröffentlichungen
- Untersuchungen zur überzeugungsbildenden Wirkung unterschiedlicher Beweisverfahren in der Rede, Martin-Luther-Univ. Halle-Wittenberg 1978
- Einführung in die Pathopsycholinguistik: Psycholinguistische Grundlagen zu einer Theorie der sprachlichen Kommunikationstätigkeit physisch-psychisch Geschädigter (Behinderter), St. Ingbert 1992, Röhrig, ISBN 3-924555-86-9
- Hrsg., logon didonai: Gespräch und Verantwortung, München 1996, E. Reinhardt, ISBN 3-497-01394-3
- Hrsg., Politische Reden in der DDR: Eine kritische Dokumentation, St. Ingbert 1998, Röhrig, ISBN 3-86110-149-1
- Hrsg., Zum Wissenschaftsverständnis der Sprechwissenschaft, München/Basel 2004, E. Reinhardt, ISBN 3-497-01677-2